# Dordtse Kauwgommuur
De Dordtse Kauwgommuur is een toeristische trekpleister, interactief kunstproject en symbool van burgerlijk verzet in de stad Dordrecht, in de Nederlandse provincie Zuid-Holland. In de Tolbrugstraat Landzijde aan de kant van het Scheffersplein plakken Dordtenaren en toeristen reeds een onbekend aantal jaren hun uitgekauwde kauwgom op de muur. Dordrecht staat hiermee in lijstjes met steden als Seattle, San Louis Obispo en Verona die eveneens een kauwgommuur hebben. In Nederland heeft ook Alkmaar er een.
De Tolbrugstraat Landzijde was vroeger met name gevuld met antiekzaakjes. Tegenwoordig wordt het meer omschreven als een louche steegje met een wisselend aanbod van minder succesvolle horecagelegenheden.

## Cultuur
Wie en wanneer de muur voor het eerst beplakt heeft is onduidelijk. Het verhaal wil dat Vincent van Gogh als eerste zijn berkenharsbol hier op plakte toen hij de dominee tegenkwam. Anderen menen dat de muur pas enkele decennia bestaat.
De muur is onderdeel geworden van de Dordtse volkscultuur en is opgenomen in kunstexposities; is geliefd bij (reis)bloggers en fotografen wordt door lokale toeristengidsen aangeprezen; en door leden van lokale politiek in Nederland omschreven als een 'bezienswaardigheid'. Een lokale columnist van het Algemeen Dagblad stelt dat de kauwgommuur net zo bij Dordrecht hoort als het standbeeld van Ary Scheffer. Op sociale media omschrijven Dordtenaren de muur als vies en iconisch. Diverse mensen kunnen zich niet heugen dat de muur ooit kauwgomloos is geweest.
Officieel mag er geen kauwgom op muren worden geplakt. De gemeente Dordrecht heeft het desondanks gedoogd. De gemeente heeft vanaf 2004 diverse malen geprobeerd de kauwgom te verwijderen, omdat de suiker in kauwgom de muur zou aantasten. Echter al snel nadat alle kauwgom was verwijderd werd deze opnieuw beplakt.
In 2013 kwam een lokale columnist met een bericht dat een universiteit onderzoek had gedaan naar het DNA van de kauwgommuur. Tot teleurstelling van een andere lokale columnist bleek het te gaan om een nep-artikel. De opzet dat de kauwgommuur historisch iets kon vertellen over de Dordtenaar viel in goede aarde.

## Commotie
Eind 2018 werd aangekondigd dat een deel van de kauwgommuur zal worden afgeplakt met een gesponsord reclamebord met daarop een wereldkaart. Vermomd als een 'ludieke actie' om de discussie en commotie los te maken dat mensen voortaan legaal kauwgom mogen plakken. De actie schoot bij een groep Dordtenaren in het verkeerde keelgat en enkele dagen na het ophangen werd het reclamebord door een actiegroep genaamd "Che Guevoorstraat" van de muur verwijderd. Deze actie zou aangekondigd zijn in een populiare Dordtse meme-groep op Facebook genaamd "Dordtse plaatjesmoppen voor eilandkids en Schapenkoppen" De ophef haalde de landelijke media waarop de eigenaar van het bord besloot een poll uit te roepen op Facebook. Meer dan 1.800 mensen brachten hun stem uit en de meerderheid van 81% stemde het bord weg om de originele kauwgommuur in ere te herstellen. Op 12 december 2018 is het bord verwijderd en is de Kauwgommuur weer in zijn originele staat te bezoeken.